# Capitani Romani osztály

Az Olasz Királyság Királyi Haditengerészetének (Regia Marina) jelvénye.

Az Olasz Köztársaság Haditengerészetének (Marina Militare) címere.

Az olasz Királyi Haditengerészet (Regia Marina) Capitani Romani (Római Hadvezérek) osztályát az igen nagy méretű francia rombolókat leküzdeni képes felderítő cirkálóknak (kisméretű, gyors, páncélozatlan könnyűcirkáló) szánták. Több haditengerészeti szakértő azonban nagy méretű rombolókként kategorizálja őket, eredeti olasz nevük esploratori oceanici - óceáni felderítő volt, az olasz kézen maradt két egységüket a második világháború után flottillavezetőnek (caccia conduttori) nyilvánították. Összesen 12 egység megépítését tervezték, de közülük ténylegesen csak 4 db készült el, a többi félbemaradt.

## Az osztály története
Az osztály egységeit Olaszország fő tengeri riválisa, Franciaország haditengerészetének (Marine nationale) nagyméretű, korszerű rombolói, a Le Fantasque, a Mogador, a Vauquelin, az Aigle, a Guépard és a Chacal osztályok egységeinek elfogására és leküzdésére tervezték, sebességüket és fegyverzetüket ehhez a feladathoz méretezték. A 40 csomós maximális sebesség lehetővé tette a Capitani Romani osztályú olasz felderítő cirkálóknál lassúbb, 37-39 csomós sebességre képes francia rombolók elfogását, valamint az elmenekülést a náluknál jóval nagyobb és erősebb, de lassúbb francia nehézcirkálók és könnyűcirkálók elől. A lehető legnagyobb sebesség elérése érdekében ezek a felderítő cirkálók nem kaptak semmiféle vértezetet, kivéve a lövegtornyok és a parancsnoki torony igen könnyű, repeszfogó páncélzatát, éppen a cirkálókra jellemző páncélfedélzet és övvért teljes hiánya miatt sorolják őket egyes szakértők a nagy méretű rombolók közé. A tervezés 1937-ben kezdődött, és 1939-re fejeződött be. Az 1937-es olasz flottafejlesztési program keretében 12 egység megépítését rendelték meg, mindegyikük gerincfektetésére sor került 1939-ben. A II. világháborús olasz hadba lépést követően 4 egység (Claudio Druso, Claudio Tiberio, Paolo Emilio, Vipsanio Agrippa) építését félbe hagyták, végül a II. világháború alatt csak 3 egység (Attilio Regolo, Scipione Africano, Pompeo Magno) készült el közülük, 5 további vízre bocsátására is sor került, ezek közül egyet végül csak 1956-ban állítottak szolgálatba. A II. világháború után 2 egységet (Attilio Regolo, Scipione Africano) Franciaország kapott hadizsákmányként, mindkettőt átépítette, és saját flottájába sorolta Châteaurenault és Guichen néven. A Pompeo Magno, már  San Giorgio névre átkeresztelve és átépítve szolgált tovább az olasz haditengerészet állományában, a félkészen maradt Giuilio Germanico építését végül áttervezve csak 1956-ban fejezték be, San Marco néven.

## Névadás
Az osztály egyes egységei római hadvezérek olasz neveit kapták: Attilio Regolo (Marcus Atilius Regulus), Giulio Germanico (Germanicus Iulius Caesar), Pompeo Magno (Gnaeus Pompeius Magnus), Scipione Africano (Scipio Africanus), Caio Mario (Caius Marius), Claudio Druso (Claudius Drusus), Claudio Tiberio (Tiberius császár), Cornelio Silla (Sulla), Ottaviano Augusto (Augustus császár), Paolo Emilio (Lucius Aemilius Paullus Macedonicus), Ulpio Traiano (Traianus császár), Vipsanio Agrippa (Marcus Vipsanius Agrippa).

## Dizájn

### Fegyverzet

#### Fő fegyverzet
A Capitani Romani osztály fő fegyverzete 8 db 135 mm L/45 ágyúból (Cannone da 135/45 OTO 1937) állt, melyeket négy, kétágyús lövegtoronyban, maximális tüzelési szektort biztosító szuper tüzelő elrendezésben építettek be. Egy ágyú tömege 6.532 tonna, a cső teljes hossza 6.075 méter, a tűzgyorsaság 6-7 lövés percenként. Az ágyú 32.7 kg tömegű páncéltörő, vagy repeszromboló lövedéket tüzelt. Ugyanez a típus képezte a modernizált Caio Duilio osztályú csatahajók másodlagos fegyverzetét. A típust válaszként fejlesztették ki a nagy méretű francia rombolók 138 mm-es (Canon de 138 mm Modèle 1929, Canon de 138 mm Modèle 1927 és Canon de 138 mm Modèle 1923) ágyúira.

## Az osztálya egységei

### RN Pompeo Magno
Az RN Pompeo Magno Anconában, a Cantiere navale di Ancona (CNR) hajógyárban, 1939. szeptember 23-ától épült, 1941. augusztus 24-én bocsátották vízre, szolgáltba 1943. június 4-én állt. Az RN Pompeo Magno a II. világháború során ténylegesen nem vett részt harctevékenységben. Az 1943. szeptember 8-i olasz fegyverszünet után megadta magát a szövetségeseknek.

#### San Giorgio(D562)
Az RN Pompeo Magno a háborút követően olasz kézen maradhatott, új nevet, San Giorgio (D562) kapott, átépítették és átminősítették flottillavezetőnek (caccia conduttori), azaz rombolóflottillák zászlóshajójaként szolgáló nagy méretű rombolónak. Az olasz Haditengerészet testvérhajójával, a San Marco-val együtt átépítését követően a San Giorgio osztályba sorolta. Fegyverzete a következő lett: 6 db (3 x 2) 127 mm L/38 (5-inch/38-caliber gun) ágyú, 2 db (4 x 1) 40 mm L/56 légvédelmi gépágyú, 8 db (4 x 2) 20 mm L/65 légvédelmi gépágyú, 1 db Menon vízibombavető, 1 db DCT (depth charge track) vízibombavető. Ellátták AN/SPS-6 légtérfigyelő/felszíni radarral, SG-6B felszíni radar, SQS-11 szonárral, és Mk-37 GFCS (gun fire control system) tűzvezető rendszerrel.
1963 és 1965 között a San Giorgio-t ismét átépítették, haditengerészeti kiképzőhajó lett belőle. Új hajtóművet kapott (2 sb Tosi-Metrovick G6 ggázturbina, 4 Fiat-Tosi dízelmotor), melynek teljesítménye 31 000 LE, sebessége 28 csomóra csökkent.  130 kadét számára elegendő szálláshely kialakítására is sor került. Fegyverzete is változott:  4 db (2 x 2) 127 mm L/38 ágyú, 12 db (3 x 4) 40 mm L/60 gépágyú, 8 db (4 x 2) 40 mm L/60 gépágyú, 4 db DCT (depth charge track) vízibombavető. Ellátták SG-6B felszíni radarral, és Mk 12.22 radarral, és 3 db (3 x 1) 76/62 MMI, 6 db (2 x 3) 324 TT, SPQ-2, 3 db  RTN-7X, és Mk 25 radarokkal is. Leselejtezését követően 1980-ban szétbontották.

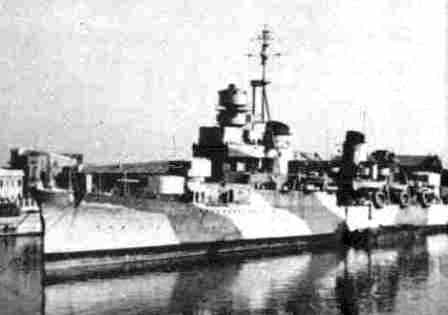
Az RN Pompeo Magno olasz felderítő cirkáló 1943-ban.
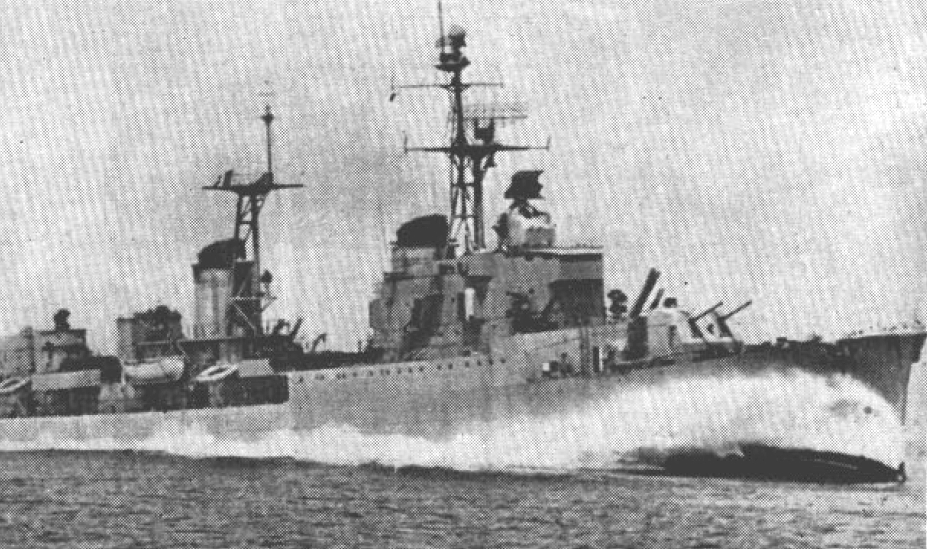
A San Giorgio (D562) olasz romboló (ex Pompeo Magno felderítő cirkáló) átépítése után, 1956-ban.
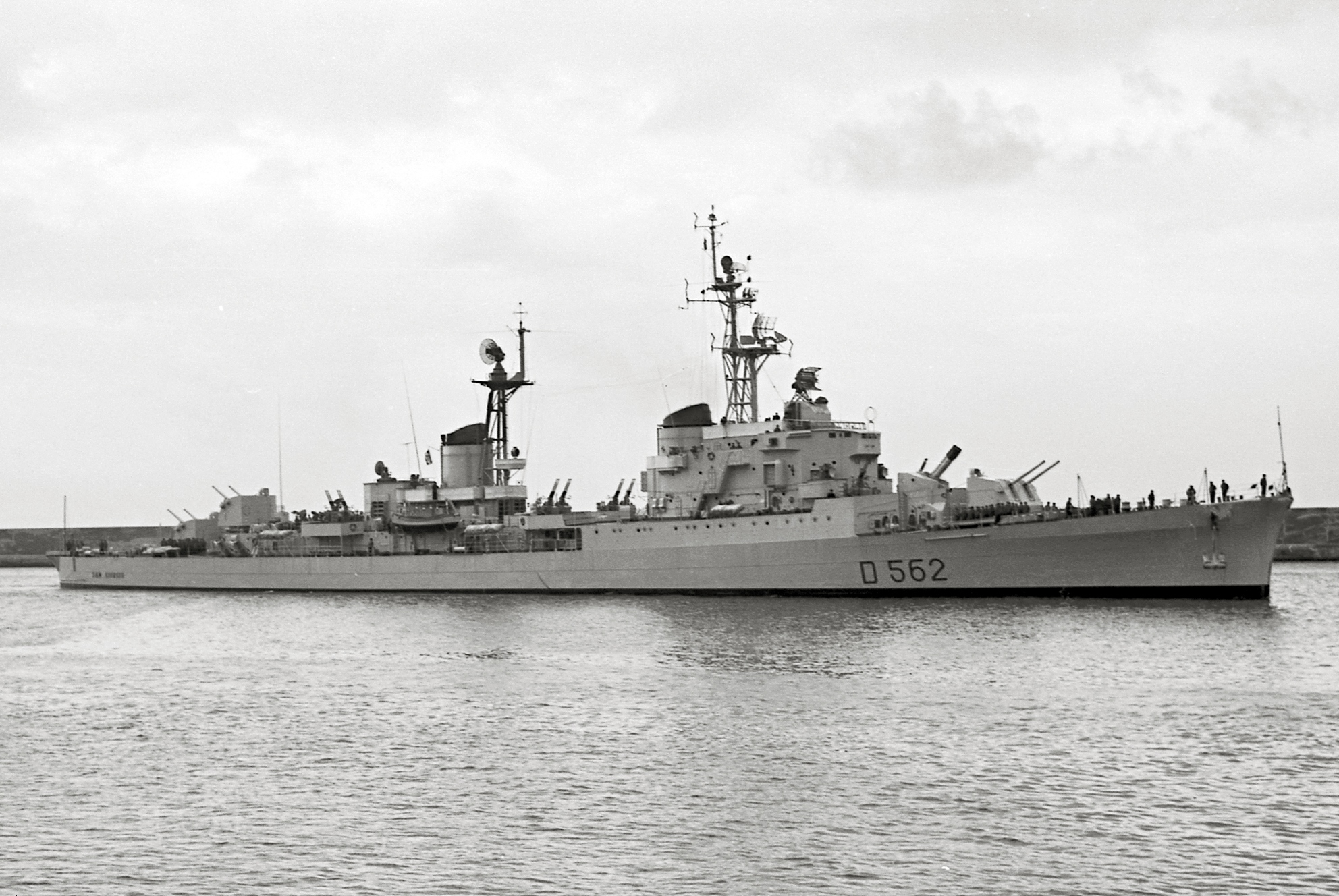
A San Giorgio (D562) olasz romboló 1961-ben.
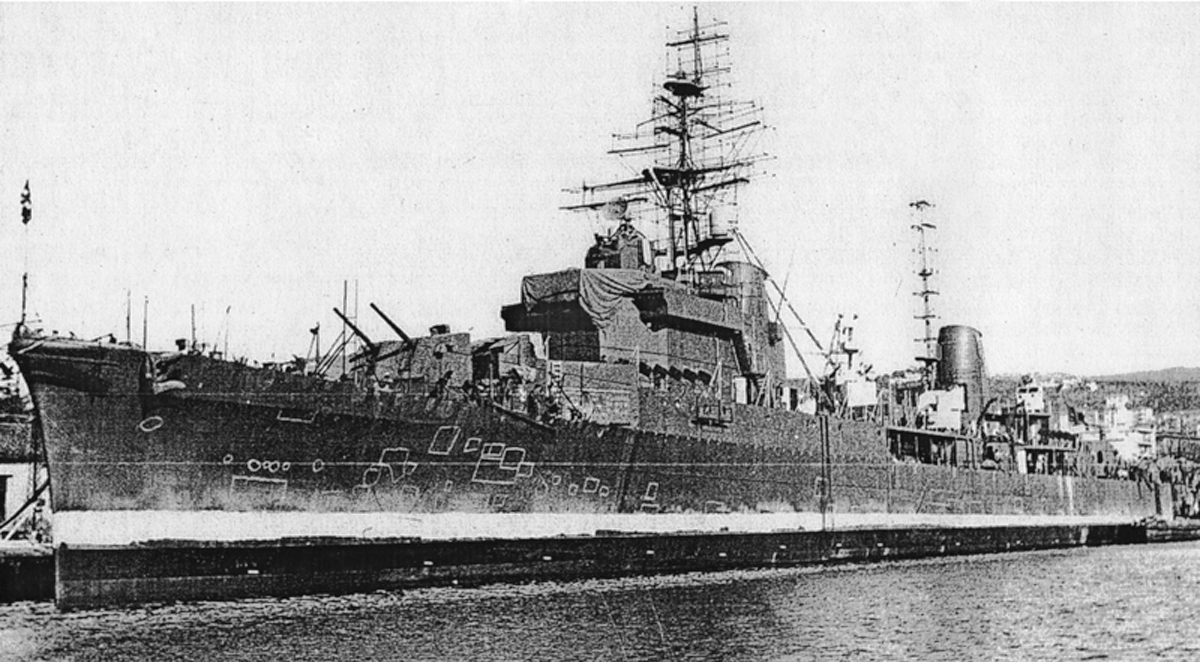
Az olasz San Giorgio (D562) romboló kiképzőhajóvá történt átépítése alatt, a hajógyárban, 1964-1965 körül.
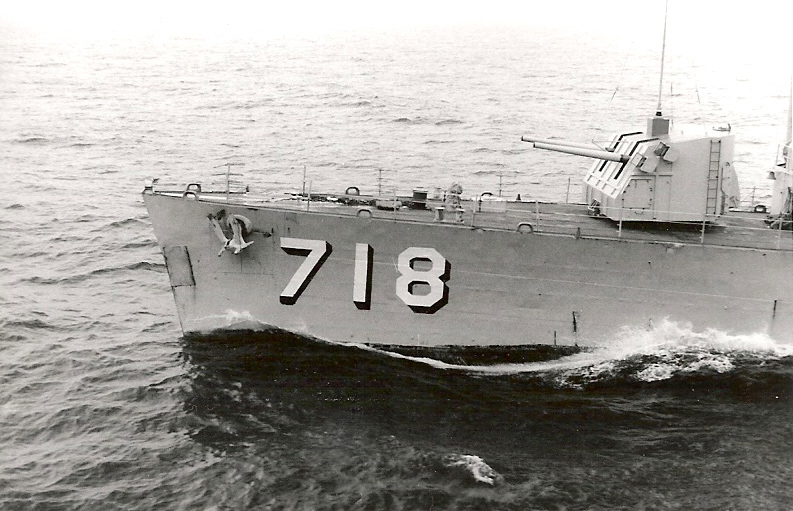
Átépítése után a San Giorgio (D562) fő fegyverzete a 127 mm L/38 (5-inch/38-caliber gun) ágyú lett, melyet amerikai csatahajók és cirkálók másodlagos, és rombolók elsődleges fegyverzeteként fejlesztettek ki. A képen a USS Hamner (DD-718) rombolón látható.

### RN Giulio Germanico

#### San Marco(D563)

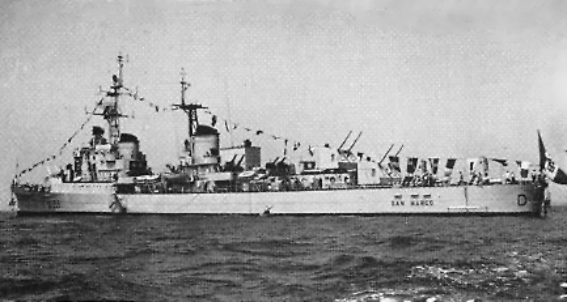
Az olasz San Marco (D563) romboló, (ex Giulio Germanico) felderítő cirkáló) 1959-ben.
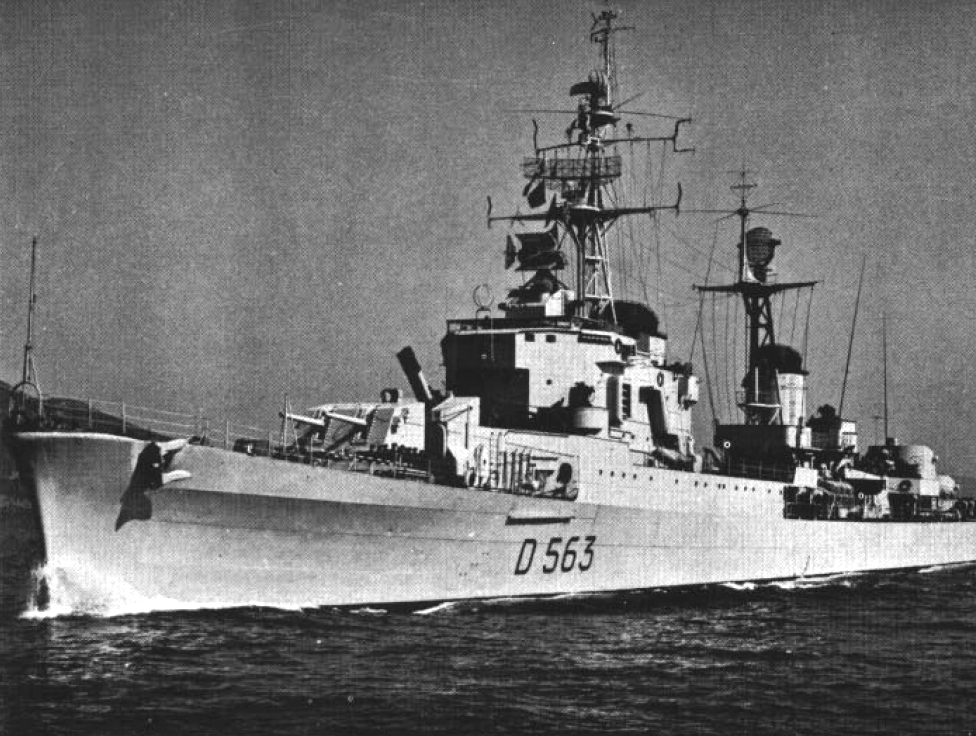
Az olasz San Marco (D563) romboló, (ex Giulio Germanico felderítő cirkáló) 1962-ben.

### RN Attilio Regolo

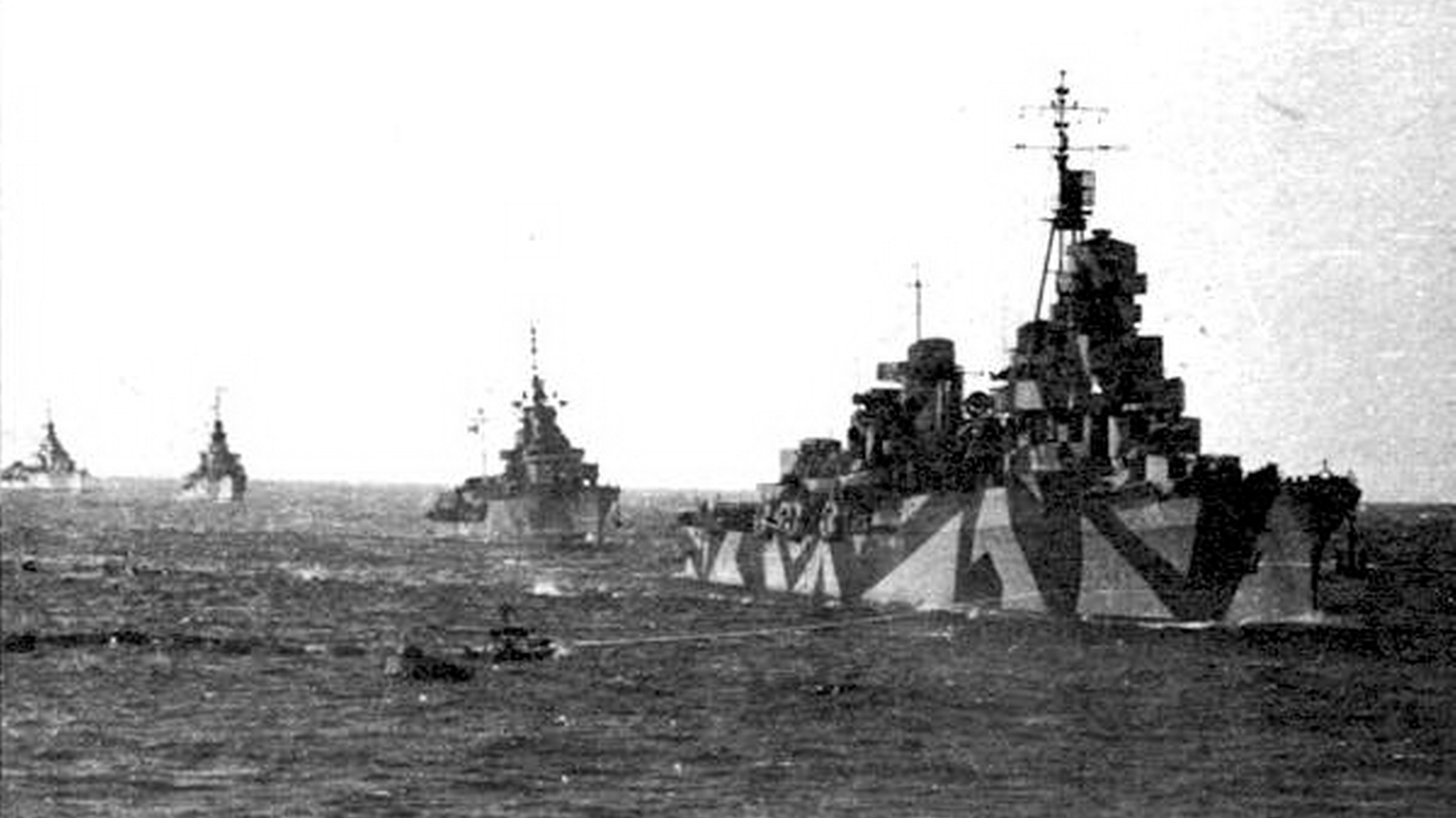
Az Attilio Regolo olasz felderítő cirkáló három Soldati osztályú romboló, a Mitragliere, a Fuciliere és a Carabiniere társaságában.
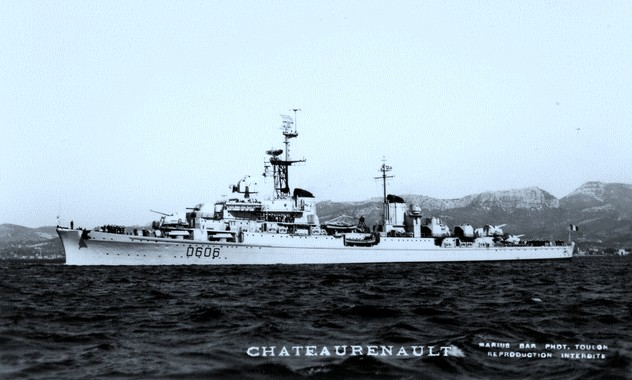
A Chateaurenault francia romboló (ex Attilio Regolo olasz felderítő cirkáló). Az egységet a franciák átépítették.

### RN Scipione Africano

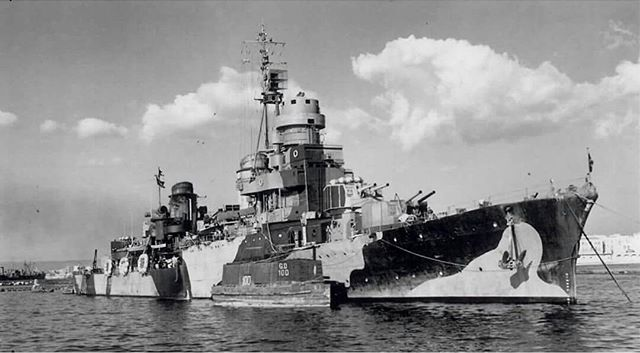
A Scipione Africano olasz felderítő cirkáló 1943. október 27-én Taratno kikötőjében.
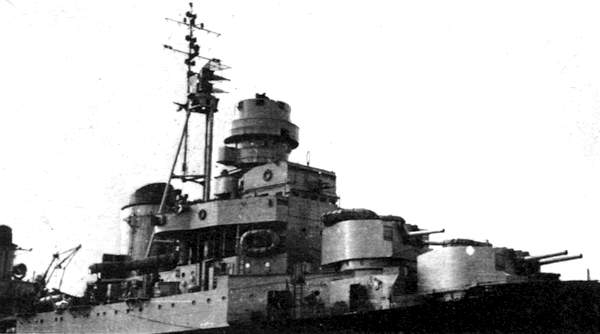
Az RN Scipione Africano elülső lövegtornyai.